# Río Bureya
El río Bureya (en ruso: Бурея) es un río del sudeste del Extremo Oriente ruso, en Rusia, uno de los afluentes del río Amur. Tiene una longitud de 623 km (739 km si se considera su fuente más lejana, el río Právaya Bureya o Bureya Derecha) y su cuenca drena un área de unos 70.700 km² (mayor que Irlanda).
Administrativamente, el río discurre por el krai de Jabárovsk y el óblast de Amur de la Federación de Rusia.

## Geografía
El río nace en la vertiente occidental de los montes Bureya, a una altitud de unos 580 m, en la confluencia de los ríos Právaya Bureya y Lévaya Bureya (Bureya Izquierda), en el Krai de Jabárovsk. El río discurre en todo su recorrido en dirección Suroeste, a través de la llanura del Zeja y el Bureya, Confluye, después de 623 km de curso, en el río Amur por la izquierda.
Los principales afluentes del río Bureya son, por la derecha, el río Nimán (Ниман, con 353 km y una cuenca de 16.500 km²) y el Tuyún (Туюн) y, por la izquierda, el Urgal (Ургал) y el río Tyrma (Тырма, con 334 km y una cuenca de 15.100 km²).
El río Bureya no atraviesa centros urbanos importantes, dada la baja densidad de población de la región por la que discurre, siendo los más importante, además de Bureya (5.465 hab. en 2008), que le da nombre, Novy Urgal (6.779 en 2008) y Novobureiski. La cuenca del río es bastante rica en recursos minerales, como carbón y oro.
El río, debido a las duras condiciones climáticas, permanece helado, en promedio, de noviembre a abril-mayo. En los meses restantes, el río es navegable en su curso bajo y medio.

## Infraestructuras
En el río se está construyendo, en su curso bajo, cerca de Novobureiski, desde 1970, la importante presa de Bureya, que se prevé sea totalmente inaugurada en 2009, con una potencia instalada de 2010 MW (6×335 MW). Tiene ya el embalse completamente lleno, con un lago artificial de 740 km², una longitud máxima de 234 km, una anchura máxima de 5 km y una profundidad de 124 m.
En el curso bajo, cerca de Novobureiski, el río es atravesado por las líneas ferroviarias del Transiberiano y Baikal-Amur, discurriendo por puentes de varios centenares de metros. 
Desde el año 2001, el río también es atravesado  por la carretera de Amur (M58), por el único puente que existe para cruzar de forma rodada el río.